# Luau
Luau – miasto w Angoli, w prowincji Moxico.